# Alwig von Sulz
Alwig von Sulz, auch Alwig II. von Sulz (* 1527 in Tiengen; † 4. Januar 1572 in Ensisheim, bestattet in Tiengen), war ein Landgraf im Klettgau, Kaiserlicher Rat, Hauptmann und Landvogt im Oberelsass aus dem Geschlecht der Grafen von Sulz.

## Leben
Alwig war ein Sohn des Johann Ludwig I. von Sulz und hatte zwei Brüder. Er wuchs in Madrid am Hofe des Karl V. auf und beherrschte daher die spanische Sprache. Nach seiner Rückkehr aus Spanien heiratete er am 7. Dezember 1556 Gräfin Barbara von Helfenstein-Wiesensteig (* 25. Mai 1534; † 22. September 1573), sie war die Tochter von Ulrich XI. von Helfenstein-Wiesensteig und seiner Gemahlin Katharina von Waldburg-Sonnenberg. Im Jahr 1565 nach dem Tod seiner beiden kinderlosen älteren Brüder, übernahm er die Herrschaft. Von Erzherzog Ferdinand erhielt er den Titel eines Kaiserlichen Rats, Hauptmanns und Landvogtes des Oberelsass. Alwig verschied zu Ensisheim und wurde in der Gruft der Kirche Tiengen bestattet, der Fürst von Schwarzenberg hatte den Leichnam mit vielem Gepränge dahin überführen lassen.
Sie hatten die Kinder:
- Christoph (* 23. Oktober 1557; † 4. August 1591) Domherr zu Straßburg
- Rudolf IV. von Sulz ⚭ 1. Barbara von Staufen, 2. Agatha von Limpurg
- Karl Ludwig zu Sulz ⚭ 1. Katharina von Sayn, 2. Maria von Oettingen-Spielberg
- Georg von Sulz (* 14. Oktober 1561; † 18. April 1562)
- Johanna von Sulz (* 4. Februar 1562; † 30. Juli 1625)
- Elisabeth von Sulz (* 9. März 1563; † 24. April 1601) ⚭ am 9. September 1584 im neuerbauten Schloss Heiligenberg Graf Friedrich V. von Fürstenberg-Heiligenberg (1563–1617), den Sohn von Joachim von Fürstenberg-Heiligenberg
- Katharina von Sulz (* 4. Juni 1565; † 1633)